# Sabbat (groupe)
Pour les articles homonymes, voir Sabbat.
Sabbat est groupe anglais de thrash metal originaire de Nottingham fondé par Martin Walkyier (qui quitta ensuite Sabbat pour fonder Skyclad), Frazer Craske et Andy Sneap.

## Biographie
En 2006 Sabbat annonce sa reformation et sa participation à une tournée en première partie de Cradle of Filth au Royaume-Uni.

## Formation

### Anciens membres
- Martin Walkyier - chant (1985-1990, 2006-2010)
- Andy Sneap - guitare (1985-1991, 2006-2010)
- Simon Negus - batterie (1985-1991, 2006-2010)
- Simon Jones - guitare (1989-1990, 2006-2010)
- Fraser Craske - basse (1985-1990, 2006-2007)
- Gizz Butt - basse (2007-2010)
- Adam Ferman - guitare (1985-1985)
- Mark Daley - batterie (1985-1985)
- Ritchie Desmond - chant (1990-1991)
- Wayne Banks - guitare (1990-1991)
- Neil Watson - guitare (1990-1991)

## Discographie

### Albums
- 1987 : History of a Time to Come
- 1989 : Dreamweaver (Reflections of Our Yesterdays)
- 1991 : Mourning Has Broken

### Singles
- 1987 : Blood for the Blood God (Flexi-disc dans le magazine White Drawf) #95 (1987)
- 1989 : Wildfire/The Best of Enemies (1989)

### Splits
- 1988 : A Cautionary Tale/And the Brave Man Fails
- 1990 : Doomsday News III - Thrashing East Live (Live)

### Démos
- 1985 : Magic in Practice and Theory
- 1986 : BBC Sessions
- 1987 : Fragments of a Faith Forgotten
- 1987 : Stranger Than Fiction